# 卡尔德 (意大利)

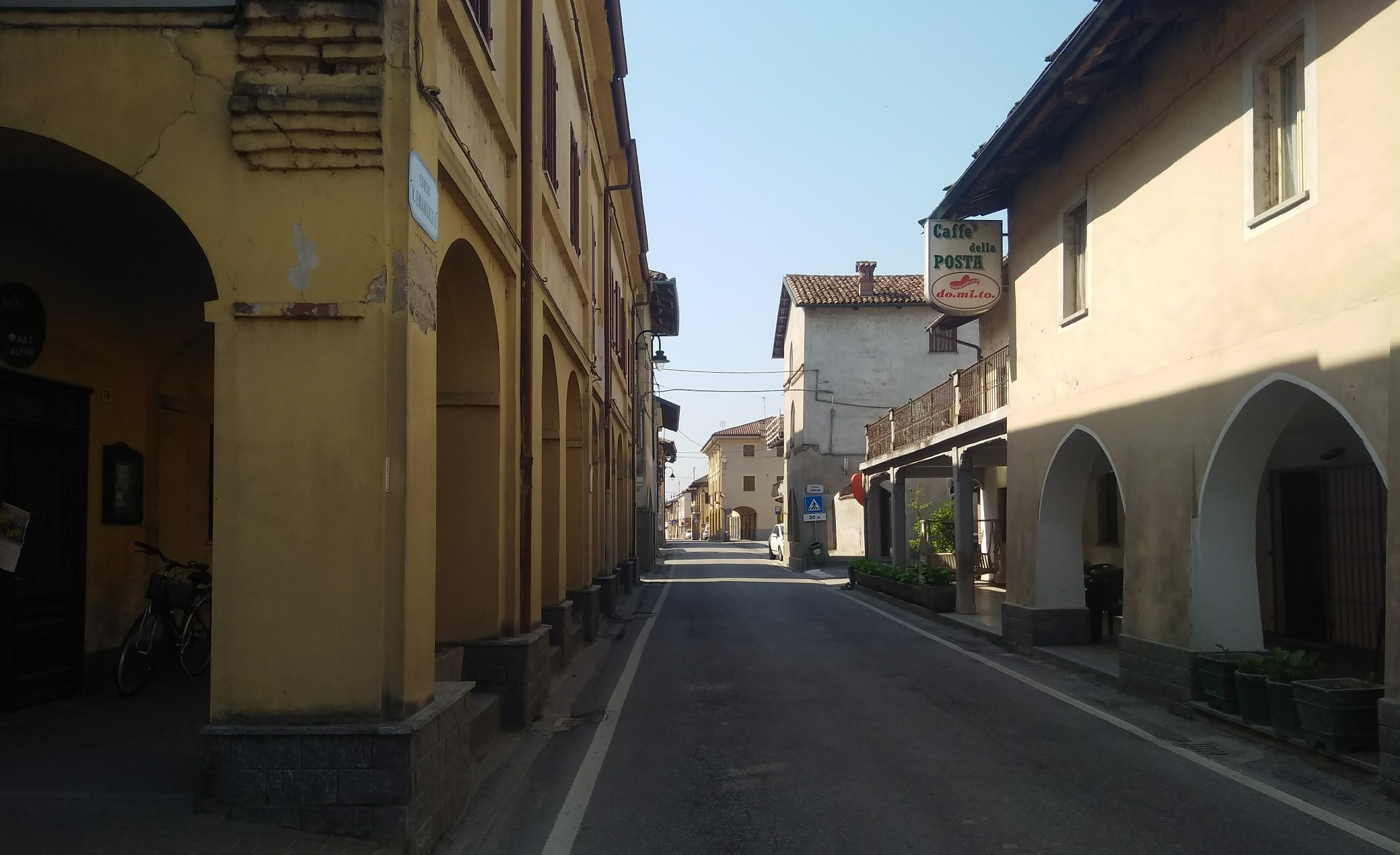
卡尔德街景

卡尔德（義大利語：Cardè）是意大利皮埃蒙特大区庫內奧省的市镇，位于都灵西南40公里、庫內奧北边40公里处。市镇面积为19.33平方公里，2004年人口数量为1,077人。
卡尔德与下列市镇接壤：巴尔杰、莫雷塔、雷韦洛、萨卢佐和皮埃蒙特自由镇。